# Ochyrocoris electrina
Ochyrocoris electrina är en insektsart som beskrevs av Menge 1856. Ochyrocoris electrina ingår i släktet Ochyrocoris och familjen vaxsköldlöss. Inga underarter finns listade i Catalogue of Life.